# Cipocereus
Cipocereus F. Ritter – rodzaj sukulentów z rodziny kaktusowatych (Cactaceae). Do rodzaju należy 6 gatunków. Gatunki z tego rodzaju występują w Brazylii (Minas Gerais). Gatunkiem typowym jest C. pleurocarpus F. Ritter.

## Systematyka
Uwagi taksonomiczne
Rodzaj Cipocereus jest czasem włączany do rodzaju Pilosocereus Byles & G. D. Rowley.
Pozycja systematyczna według APweb (aktualizowany system APG III z 2009)
Należy do rodziny kaktusowatych (Cactaceae) Juss., która jest jednym z kladów w obrębie rzędu goździkowców (Caryophyllales)  i klasy roślin okrytonasiennych. W obrębie kaktusowatych należy do plemienia Cereae, podrodziny Cactoideae.
Pozycja w systemie Reveala (1993-1999)
Gromada okrytonasienne (Magnoliophyta Cronquist), podgromada Magnoliophytina Frohne & U. Jensen ex Reveal, klasa Rosopsida Batsch, podklasa goździkowe (Caryophyllidae Takht.), nadrząd  Caryophyllanae Takht.,  rząd goździkowce (Caryophyllales Perleb), podrząd Cactineae Bessey in C.K. Adams, rodzina kaktusowate (Cactaceae Juss.), rodzaj Cipocereus F. Ritter.
Gatunki
- Cipocereus bradei (Backeb. & Voll) Zappi & N.P.Taylor
- Cipocereus crassisepalus (Buining & Brederoo) Zappi & N.P.Taylor
- Cipocereus laniflorus N.P.Taylor & Zappi
- Cipocereus minensis (Werderm.) F.Ritter
- Cipocereus pusilliflorus (F.Ritter) Zappi & N.P.Taylor

## Zagrożenia
Podobnie jak inne kaktusy Cipocereus także bywa niszczony w swoim biotopie. Cztery gatunki z tego rodzaju zostały uznane za zagrożone wyginięciem i wpisane do Czerwonej księgi gatunków zagrożonych: Cipocereus bradei (kategoria zagrożenia EN), Cipocereus crassisepalus (kategoria zagrożenia VU), Cipocereus laniflorus (kategoria zagrożenia EN), oraz krytycznie zagrożony Cipocereus pusilliflorus (kategoria zagrożenia CR).